# Carlsberg
Carlsberg Group er et dansk bryggeriselskab grundlagt i 1847 af J.C. Jacobsen.
I dag er Carlsberg blandt de tre førende bryggerier i verden med produktion i omkring 35 lande. Bryggeriets Carlsberg Pilsner sælges på mere end 150 markeder.
Selskabet har omkring 40.000 ansatte (2020), som hovedsageligt findes i Vesteuropa, Østeuropa og Asien.
I Carlsberg Danmark produceres og leveres nogle af Danmarks største mærker inden for øl, vand og læskedrikke - bl.a. Carlsberg, Tuborg og Coca-Cola. Hovedkontoret ligger i Valby, mens størstedelen af produktionen foregår i Fredericia, samt foregår tapning af vand i Saltum. Hver dag sælger Carlsberg Group, hvad der svarer til 114 millioner flasker øl.
Carlsberg er godt repræsenteret i Vest- og Østeuropa samt Asien. Bryggeriet er markedsleder i de skandinaviske markeder, Frankrig og Schweiz, ligesom det i Rusland har en markedsandel på 39 % gennem firmaet Baltika Breweries og er landets største brygger.
I Danmark er Carlsberg aktiv gennem det 100% ejede datterselskab Carlsberg Danmark.
I januar 2008 fremkom Carlsberg og konkurrenten Heineken med et fælles bud på bryggerigruppen Scottish & Newcastle svarende til 104 mia. kr., som S&N's ejere accepterede. Købet gik endeligt igennem i april 2009. Herved overtog Carlsberg med den største handel i selskabets historie bl.a. S&N's halvdel af betydelige aktiviteter i Rusland, Ukraine, det franske bryggeri Kronenbourg og græske Mythos.
Carlsberg Groups ølproduktion var i 2013 på 119,7 mio. hL opgjort pro rata (ift. ejerandel). Selskabet omsatte i 2013 for 66,6 mia. kr. I 2018 droppede Carlsberg at have plastic rundt om sixpacks og limede dem i stedet sammen, og i 2019 lancerede de flasker lavet af træfibre.

## Historie
I Tyskland fik J.C. Jacobsen åbnet øjnene for bayersk øl, der er anderledes end den hvidtølstype, som danskerne drak indtil midten af 1800-tallet. Hans bryggeri i Brolæggerstræde skulle levere til de københavnske borgere, men pladsen inden for byens volde var blevet så trang og miljøet så dårligt, at Jacobsen søgte kongens tilladelse til at flytte bryggeriet til Valby, der lå uden for København, og hvor den nye jernbane fra København til Roskilde ganske praktisk også gik igennem.
I Valby opførte han i 1847 bryggeriet Carlsberg navngivet efter sin søn Carl og 'berg', det tyske ord for bjerg, og som skal symbolisere bryggeriets placering på Valby Bakke.
Carlsberg fik hurtigt succes, og i 1868 eksporterede bryggeriet sin første tønde øl.
Øllets kvalitet var af stor vigtighed for J.C. Jacobsen, og han oprettede derfor det velansete Carlsberg Laboratorium i 1875. Med forskeren Emil Christian Hansen i spidsen kom laboratoriet til at spille en stor rolle i tidens stræben efter at forstå øllets kemi. I 1883 lykkedes det ham at rendyrke ølgæren, og dermed kunne den ødelæggende ølsyge undgås. Gærtypen blev navngivet Saccharomyces carlsbergensis og metoden blev frit skænket til andre, og det er stadig carlsbergensis-typen, der bruges til pilsnerbrygning verden over.

### Globaliseringen
Carlsberg er som mange andre virksomheder nødt til at blive en del af globaliseringen, og netop dette er de meget gode til. Carlsberg sælger faktisk kun under 5% af deres salg er i Danmark. Carlsberg er et af de mest sælgende ølprodukter i hele verden.

### Gamle og Ny Carlsberg
J.C. Jacobsens søn, Carl Jacobsen, kom også ind i bryggeribranchen, og i 1871 fik han lov til at leje faderens nybyggede Anneksbryggeriet, som lå på grunden i Valby. Far og søn var dog ikke enige om øllets kvalitet. Far J.C. mente, at man ikke måtte forkorte øllets lagring, mens Carl netop ville forkorte den for at imødekomme den store efterspørgsel. I 1880 opsagde J.C. sønnens lejeaftale og kunne udvide sin egen produktion betydeligt. Carl, der allerede var blevet velhavende, opførte i stedet bryggeriet Ny Carlsberg ved siden af de to andre.
Forholdet mellem Carl og J.C. var ikke godt, og de to Carlsberg-bryggerier blev først slået sammen 19 år efter faderens død (1906).

### Væksten gennem 1900-tallet
Carlsberg gik efterhånden til at være landsdækkende, og specielt i årtierne efter 2. verdenskrig begyndte bryggeriet at etablere produktion i udlandet. I 1964 overtog Carlsberg det nordsjællandske bryggeri Wiibroe, men lod det foreløbigt have sin egen ølproduktion. Carlsberg købte De forenede Bryggerier (Tuborg) i 1970 og fortsatte en overgang med dettes navn. I 1988 købte man det mindre vesttyske Hannen-Brauerei, og i 1992 indgik Carlsberg en fusion med britiske Tetley. I 2000 overtog Carlsberg det store schweiziske bryggeri Feldschlösschen.
I 2000 lagde Carlsberg og norske Orkla deres bryggeriaktiviteter i selskabet Carlsberg Breweries A/S med en ejerandel på henholdsvis 60 og 40 procent. Ejerstrukturen viste sig ikke at være optimal, og efter et overtagelsesforsøg fra Orkla, købte Carlsberg i 2004 selskabet fri igen for 14,8 mia. kr., ligesom det forøgede gælden yderligere ved at overtage tyske Holsten Brauerei, hvilket gav en solid position på det nordtyske marked.
Carlsberg brygger bortset fra Husbryggeriet Jacobsen fra 2008 ikke længere øl på den historiske grund i Valby da den danske produktion er samlet på Fredericia Bryggeri. Under sloganet Vores By har Carlsberg iværksat planer for omdannelse af den store bygningsmasse til en ny bydel, men Finanskrisen 2007-2009 har gjort fremtiden usikker for planerne. Tegnestuen Entasis vandt idékonkurrencen om en bebyggelsesplan for området i 2007.

## Krigsrummet
Under den kolde krig lå lavvarslingscentralen (LAVAC) på Carlsberg i en kælder med tykt betonloft bag en blå dør og var en hemmelighed for den brede offentlighed i næsten 70 år. Her samledes informationer om flyaktivitet over regionen ved hjælp af små metalsymboler på et stort plottebord.
Rummet blev de seneste år benyttet af flyverhjemmeværnet, der nu er flyttet til Jonstruplejren.

## Udenlandske markeder
Gennem Carlsbergs udenlandske datterselskaber, der ejes med andre firmaer eller alene, sælges mange andre ølmærker end Tuborg og Carlsberg.
- I Bulgarien ejer Carlsberg 80 pct af Carlsberg Bulgaria som står bag de lokale mærker Shumensko og Pirinsko.
- I Finland er Carlsbergs Sinebrychoff markedsledende og producerer bl.a. øllene KOFF og Karhu.
- I Frankrig er Carlsberg markedsledende med bryggeriselskabet Kronenbourg.
- I Grækenland ejes bryggeriet Mythos.
- I Italien er Carlsberg Italias hovedøl Splügen og Birra Poretti.
- I Norge ejer Carlsberg det førende bryggeriselskab Ringnes der bl.a. producerer Ringnes Pilsener, Dahls pilsner og Frydenlund.[7]
- I Rusland var Carlsberg repræsenteret gennem det fuldt ejede Baltic Beverages Holding der er markedsleder og bl.a. ejer Baltika-bryggeriet. Bryggeriet i Rusland blev i 2023 beslaglagt af den russiske stat, mens Carslberg var i gang med et salg og først i 2024 lykkedes det Carslberg at sælge deres aktiver og forlade det russiske marked helt.
- I Schweiz har Carlsberg siden 2000 ejet bryggeriet Feldschlösschen der bl.a. producerer øllen Cardinal og mineralvandet Rhäzünser.
- I Storbritannien ejes Carlsberg UK der udover Carlsberg-mærket producerer Tetley.
- I Sverige er Carlsberg Sverige markedsleder med pilsneren Pripps Blå, men sælger også øl under Falcon-mærket. Kildevanden Ramlösa er også en del af firmaet.
- I Tyskland er aktiviteterne centreret om Holsten Brauerei i Nordtyskland. Holsten Pils er derfor en vigtig øl, men derudover er især Tuborg populær. Øllen markedsføres med Erik Henningsens berømte tegning af den tørstige mand – Der durstige Mann. Herudover ejer Carlsberg den lokale Hamburg-øl, Astra, altbier-øllen Hannen Alt og specialøllene fra Duckstein.

## Reklamer
Carlsberg har gennem årene stået bag et utal af reklamekampagner. I 2017 blev kampagnen 'The Danish Way' med skuespilleren Mads Mikkelsen som frontfigur vist i bl.a. Storbritannien og Danmark.

## Sponsorater
Carlsberg har en lang række sponsorater indenfor sport, primært fodbold. Siden 1988 har bryggeriselskabet sponsoreret EM i fodbold, siden 1992 fodboldklubben Liverpool FC, og i 1999 blev Carlsberg sponsor for FC København. Derudover sponsorerer Carlsberg bl.a. det irske fodboldlandshold og Odense Boldklub. En årrække var Carlsberg også golf-sponsor, men det er nu stoppet. Skisport har været sponsoreret siden 1999, og i 2007 var Carlsberg hovedsponsor for det alpine verdensmesterskab i Åre, Sverige.
Carlsberg har i 2012 indgået aftale med fodboldlegenden Peter Schmeichel. Som ambassadør for Carlsberg skal Peter Schmeichel aktivere deres EURO12 sponsorat World Wide.

## Ejerskab
Carlsberg A/S' hovedaktionær er Carlsbergfondet, et ejerskab der er bestemt af fondets fundats. Med tiden har fondet mindsket sin ejerandel ved kapitaludvidelser i selskabet, senest i 2004 og 2008, og det ejer nu 30,3 pct. af kapitalen. Selskabet er noteret på Københavns Fondsbørs, og aktierne er delt i to aktieklasser, A og B, hvor hver A-aktie har 20 stemmer mod B-aktiernes 2. Dette er grunden til at Carlsbergfondet besidder en stemmeandel på hele 72,84 pct.
I maj 2007 fik Carlsbergfondet godkendt en ændring af fundatsen hos Civilstyrelsen så det fremover mindst skal eje 25 pct. af aktiekapitalen så længe 51 pct. af stemmerne er på fondets hænder. Ændringen har muliggjort den kraftige udvidelse af aktiekapitalen på omkring 30 mia. kr. til medfinansiering af Heineken og Carlsbergs overtagelse af Scottish & Newcastle.

## Administrerende direktører
Denne liste er ufuldstændig; hjælp gerne med at udfylde den.
- 1847-1887: J.C. Jacobsen (kun Gamle Carlsberg)
- 1871-1906: Carl Jacobsen (kun Ny Carlsberg)
- 1887-1906: S.A. van der Aa Kühle (kun Gamle Carlsberg)
- 1906-1914: Carl Jacobsen - efter sammenlægningen af Gamle Carlsberg med Ny Carlsberg i 1906
- 1914-1931: Poul C. Poulsen
- 1936-1946: Frederik Sander
- 1946-1953: Halfdan Hendriksen
- 1956-1972: Anton Vilhelm Nielsen
- 1972-1997: Poul Svanholm
- 1997-2001: Flemming Lindeløv
- 2001-2007: Nils Smedegaard Andersen
- 2007-2015: Jørgen Buhl Rasmussen
- 2015-2023: Cees 't Hart
- 2023-: Jacob Aarup-Andersen

## Industriminde og fredninger
Carlsbergs bryggeri i Valby er udpeget til nationalt industriminde. Desuden er de fleste større bygninger på Carlsberg fredet i 1999 og 2009.